# Vrbatův Kostelec (przystanek kolejowy)
Vrbatův Kostelec – przystanek kolejowy w miejscowości Vrbatův Kostelec, w kraju pardubickim, w Czechach. Znajduje się na wysokości 375 m n.p.m..
Na przystanku nie ma możliwości zakupu biletu, a obsługa podróżnych odbywa się w pociągu.

## Linie kolejowe
- 238 Pardubice – Havlíčkův Brod